# Alternatieve geneeswijze

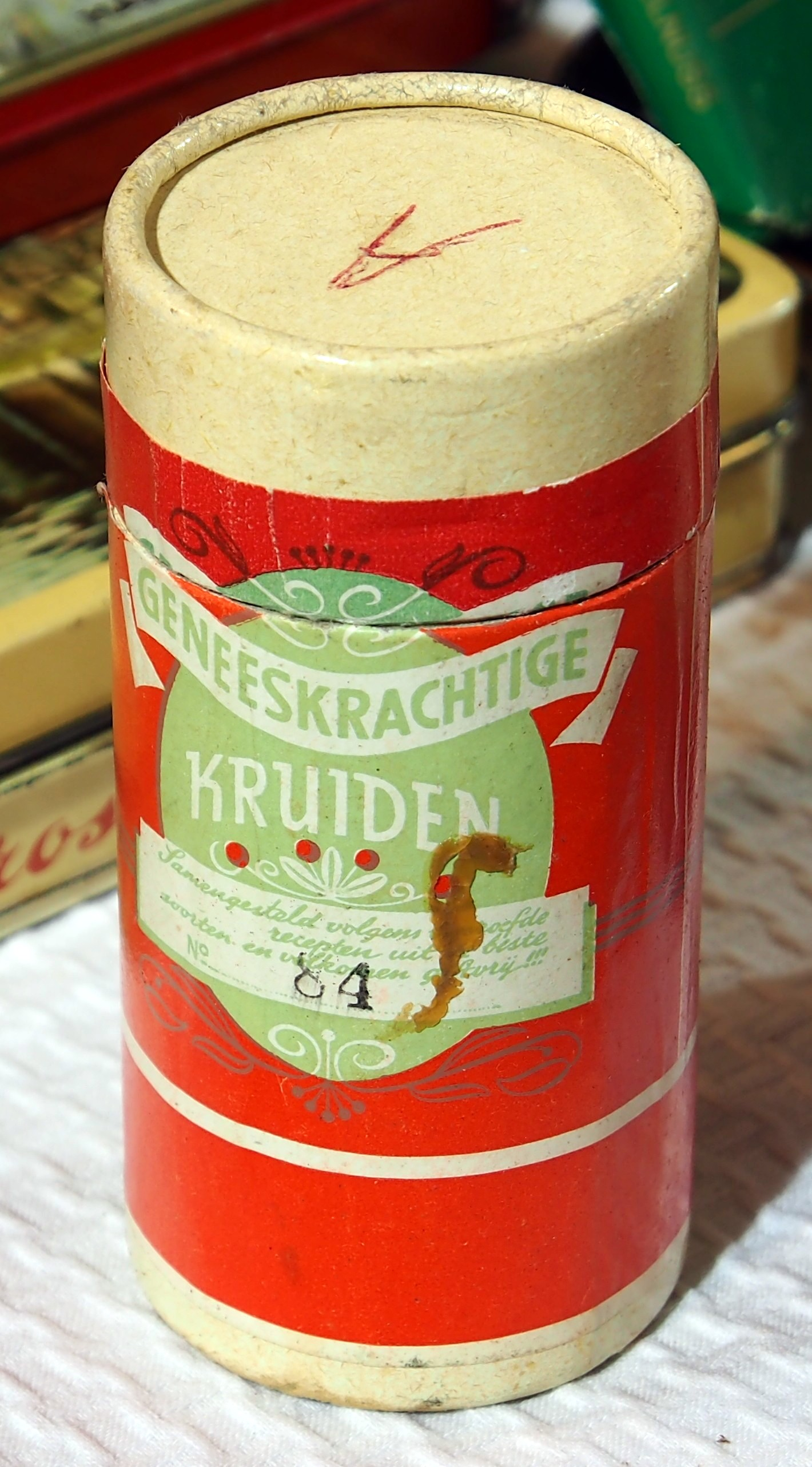
Kruidengeneeskunde is een alternatieve geneeswijze.

Alternatieve geneeswijze en complementaire geneeswijze zijn behandelmethoden en diagnostische concepten die niet tot de reguliere geneeskunde behoren, en waarvan de werking niet wetenschappelijk is bewezen en/of waarvan de werking wetenschappelijk ontkracht is. Daaronder vallen natuurgeneeskundige behandelingen, lichaamstherapieprocedures, enkele ontspanningsprocedures en behandelmethoden zoals homeopathie en osteopathie, evenals methoden zoals de antroposofische geneeswijze en traditionele Chinese geneeskunde.

## Geschiedenis
Een spanningsveld tussen alternatieve en reguliere geneeskunde ontstond in het Groot-Brittannië van de 18e eeuw. De diplomatenvrouw Mary Wortley Montagu bracht uit het Osmaanse Rijk de techniek mee van de Variolatie, het bewust besmetten van kinderen met minimale hoeveelheden smetstof van pokkenlijders. Slechts enkele artsen waren bereid hiermee te experimenteren, onder wie aan het einde van de eeuw Peter Jenner, die echter smetstof van koeien gebruikte en zo het vaccin uitvond.
In de geschiedenis van de geneeskunde zijn, wat Nederland betreft, reguliere en alternatieve behandelingen pas als zodanig te onderscheiden na invoering van de Wet Uitoefening Geneeskunst (1865), die het domein van de reguliere geneeskunde afbakende en voorbehield aan artsen. Ook na invoering van de wet werden naast de reguliere geneeskunde alternatieve behandelingen toegepast. In deze periode bestonden deze alternatieve behandelingen uit bijvoorbeeld fytotherapie en homeopathie, en aan het eind van de negentiende eeuw ontstond er een hausse aan de later verboden patentmiddelen. Sinds 1999 (vervanging van Wet Uitoefening Geneeskunst door de Wet op de beroepen in de individuele gezondheidszorg (Wet BIG) mag iedereen behandelingen uitvoeren, maar zijn er wel zogenoemde voorbehouden handelingen, die alleen door medisch geschoold personeel mogen worden gedaan.

## Wetgeving

### Nederland en België
In 1973 kwam in Nederland de Staatscommissie Medische Beroepsuitoefening ('Commissie Muntendam') met het voorstel van de Wet op de beroepen in de individuele gezondheidszorg, de Wet BIG. Deze werd uiteindelijk in 1999 van kracht. De Wet BIG komt erop neer dat sinds de vervanging van de Wet Uitoefening Geneeskunst (1865) door de Wet BIG iedereen geneeskunde mag bedrijven. Er zijn wel zgn. voorbehouden handelingen, die alleen door medisch geschoold personeel mogen worden gedaan. Voor Nederland zijn deze "voorbehouden handelingen": heelkundige handelingen, verloskundige handelingen, endoscopieën, katheterisaties, injecties, puncties; narcose, het gebruik van radioactieve stoffen en ioniserende straling, cardioversie, defibrillatie, elektroconvulsietherapie, niersteenvergruizing en kunstmatige fertilisatie.
In België is ook het stellen van diagnoses en het toepassen van medisch-therapeutische handelingen voorbehouden aan artsen. Het toebrengen van schade aan de gezondheid van een persoon en de onwettige uitoefening van de geneeskunde (het stellen van geneeskundige handelingen, waaronder het stellen van een diagnose, zonder daartoe bevoegd te zijn) wordt juridisch vervolgd. In april 1999 is de wet Colla aangenomen, die de mogelijkheid biedt voor niet-conventionele behandelwijzen om te ijveren voor een erkenning als beroepsgroep. Deze kaderwet beschrijft de stappen die genomen moeten worden om deze niet-conventionele geneeswijzen te regulariseren. Op 11 mei 2003 werd een wet bekrachtigd die nodig is voor het erkennen van de beroepsverenigingen, met name homeopathie, acupunctuur, chiropraxie en osteopathie. Een erkenning van deze beroepen is echter na meer dan twintig jaar nog geen feit. Van de wet Colla zijn immers verschillende essentiële artikelen nog niet in werking getreden, en blijven er criteria geldig met betrekking tot kwaliteitseisen en de voorwaarden voor bewezen werkzaamheid, onder andere vastgelegd door de Orde der artsen en de Raad voor het Verbruik.
Alternatieve therapeuten kunnen in Nederland en België lid worden van een beroepsorganisatie, en bij elke beroepsvereniging is er de verplichting om lid te zijn van een organisatie die een klachtenregeling en/of tuchtrecht kan verzorgen. De overheid laat de beroepsverenigingen van alternatieve geneeswijzen vrij in het bepalen van hun opleidings- en kwaliteitseisen. Sommige beroepsverenigingen verzorgen zelf hun opleidingen en tuchtrecht of klachtenregeling; andere besteden onderdelen uit aan instanties die zich daarop toespitsen. Een aantal beroepsverenigingen hebben dit aspect geregeld via de Klachtencommissie Alternatieve Behandelwijzen.
In 2016 is in Nederland daarnaast de Wet op de Kwaliteit en Geschillen in de Zorg (Wkkgz) van kracht geworden, op grond waarvan de positie van alternatieve zorgverleners is veranderd, indien zij voldoen aan de door de wet gestelde kwaliteitscriteria, die ook gelden voor reguliere zorgverleners en behandelaars. De wet beoogt onder andere een betere en snellere aanpak van klachten, het overhevelen van de klachtenprocedures naar een externe Klachtenfunctionaris en een Geschillencommissie, en het veilig kunnen melden van incidenten.

### Europese Unie
In de Europese Unie wordt het Europees Parlement geconfronteerd met een situatie, waarin een behandelaar die in het ene land officieel erkend wordt, in een ander land van de Europese Gemeenschap aangeklaagd kan worden voor het onwettig uitoefenen van geneeskunde. Dit is in strijd met het Verdrag van Rome. In 1997 is 'Het Statuut van de niet-conventionele Geneeswijzen' aangenomen. Het Europees Parlement vraagt daarin aan de Commissie zich in te spannen voor de verdere standaardisering van erkenning van de niet-conventionele geneeswijzen. Er staat ook in dat erkenning pas komt als de werking bewezen is. Op initiatief van de Europese Unie hebben onderzoekers in de COST (European Cooperation in the field of Science and Technology) B4 wetenschappelijk onderzoek naar de alternatieve geneeswijzen verzameld. Het eindrapport van COST B4 concludeert dat er onvoldoende bewijs van werking en veiligheid is.

## Terminologie
De term alternatieve geneeswijze is in Nederland gangbaar geworden nadat de Commissie Alternatieve Geneeswijzen (Commissie Muntendam) in 1981 een rapport aan de Nederlandse regering uitbracht met aanbevelingen om een aantal alternatieve behandelingen wetenschappelijk te laten onderzoeken.
De Nederlandse regering heeft in 1983 de Gezondheidsraad om advies gevraagd. De daarvoor door de Gezondheidsraad geïnstalleerde commissie volgt de Commissie Muntendam in het gebruik van de termen "regulier" en "alternatief". De commissie wil echter niet spreken over "alternatieve geneeswijzen", maar kiest voor de correctere aanduiding alternatieve behandelwijzen, aangezien er geen bewijs is van enige werking, laat staan genezing.
De KNMG, de Nederlandse artsenfederatie, spreekt van niet-reguliere behandelwijzen. De termen "alternatief", "complementair" en "geneeswijze" worden niet gebruikt, omdat deze de indruk kunnen geven dat deze een alternatief of aanvulling kunnen vormen of ook werkelijk tot genezing kunnen leiden.
Sommigen geven de voorkeur aan de term complementaire behandelwijze, om te benadrukken dat deze behandelwijzen niet bedoeld zijn als vervanging van de geneeskunde. Zo gebruikte de Nederlandse organisatie voor gezondheidsonderzoek en zorginnovatie (ZonMw) deze term bij een onderzoek in opdracht van het Nederlandse Ministerie van Volksgezondheid, Welzijn en Sport. Ook worden de termen alternatieve geneeskunde, alternatieve behandelingen of niet-conventionele geneeswijzen gebruikt.
De werking van alternatieve geneeswijzen is (per definitie) niet wetenschappelijk aangetoond, en wordt door sommigen benoemd als 'kwakzalverij'. In zijn dissertatie concludeerde Cees Renckens dat de term alternatieve geneeswijzen gezien kan worden als synoniem voor kwakzalverij. De Hoge Raad der Nederlanden stelde in 2009 vast dat de medische wereld een behandeling als kwakzalverij beschouwt wanneer, zonder dat daar wetenschappelijk bewijs voor is, gesteld wordt dat iets kan genezen.
Uit een TNS NIPO-onderzoek onder de Nederlandse bevolking in 1998 bleek dat 75% van de ondervraagden de term kwakzalverij te ver vond gaan (hoewel de term formeel juist is). Iemand die behandelt met alternatieve geneeswijzen en claimt dat die werkzaam zijn, mag in Nederland een kwakzalver genoemd worden. Het gerechtshof in Amsterdam heeft in 2002, in de zaak van Hans Houtsmuller tegen de Vereniging tegen de Kwakzalverij, geconcludeerd dat Doctor Houtsmuller onterecht als kwakzalver en leugenaar is betiteld, omdat hij enerzijds beëdigd arts was, en anderzijds geen stellige claims deed over de werking van zijn alternatieve therapie (die er niet was).

## Opleiding en registratie
Alternatieve geneeswijzen worden meestal, door gebrek aan wetenschappelijke onderbouwing, niet aan universiteiten of paramedische opleidingen gedoceerd, maar aan particuliere beroepsopleidingen. Beoefenaren van alternatieve geneeswijzen met een dergelijke opleiding kunnen zich laten opnemen in een register van de eigen beroepsgroep. BIG-registratie is voorbehouden aan beoefenaren die een daartoe aangewezen medisch, zoals artsen, of een paramedisch beroep beoefenen. Negentig procent van de beoefenaars die bij een beroepsvereniging voor alternatieve geneeswijzen staat ingeschreven, heeft geen arts-diploma.
Een klein deel van de reguliere artsen in Nederland studeert verder in alternatieve richtingen zoals homeopathie, chiropraxie, manuele therapie, antroposofie, osteopathie of acupunctuur. In Nederland vertegenwoordigen de alternatieve artsenverenigingen ongeveer 1000 artsen (1,2 % van het aantal in Nederland geregistreerde artsen). Het aantal therapeuten zonder artsenopleiding ligt hoger.

## Samenwerking
In de praktijk blijkt dat alternatieve therapieën worden gebruikt naast reguliere therapieën, meestal als aanvulling of ondersteuning. Het gaat om circa 6% van de Nederlandse en circa 10% van de Belgische bevolking. Slechts een kleine minderheid van hen die alternatieve geneeswijzen kiezen, maakt uitsluitend gebruik van alternatieve geneeswijzen (Zie: Gebruik).
Alternatieve middelen kunnen, net als reguliere, bijwerkingen hebben. Over de interactie van bepaalde kruiden en andere niet-conventionele middelen met conventionele geneesmiddelen, en de ongewenste bijwerkingen die dit kan geven, wordt steeds meer duidelijk. Patiënten dienen steeds hun arts in te lichten als zij, naast wat deze heeft voorgeschreven, ook een of meer alternatieve middelen gebruiken.
Uit de antwoorden van 1700 artsen op een elektronische vragenlijst van het tijdschrift Medisch Contact in april 2007, bleek dat in de praktijk veel artsen sommige alternatieve geneeswijzen niet zonder meer afwijzen. De meerderheid ‘gedoogt’ dat een patiënt een bezoek wil brengen aan een acupuncturist (73%), homeopaat (65%), antroposofisch arts (59%) of natuurgeneeskundige (50%).
Bij een ledenraadpleging door de KNMG, de Nederlandse artsenfederatie, in november 2007 onderschreef de helft van 800 ondervraagde artsen de stelling: "alternatieve geneeswijzen genezen niet, maar helpen de patiënt wel". Minder dan een kwart was het niet eens met de stelling en de resterende 27% had 'geen mening'. Driekwart van de artsen denkt dat mensen hun toevlucht tot alternatieve geneeswijzen zoeken omdat ze teleurgesteld zijn in de reguliere zorg. 73% vindt dat alternatieve geneeswijzen niet allemaal over één kam geschoren moeten worden. De artsen erkennen dat de reguliere geneeskunde te weinig aandacht heeft voor de patiënt als persoon. Maar 85% vindt ook dat patiënten te weinig kritisch zijn ten opzichte van alternatieve behandelaars, 90,1% vindt dat het handelen van artsen een wetenschappelijk fundament moet hebben, 90,4% vindt dat artsen dienen te handelen volgens de evidence-based richtlijnen, 80,5% werkt niet samen of verwijst niet door naar alternatieve behandelaars, en 96% beoefent zelf geen alternatieve geneeswijzen.
In 2008 heeft de KNMG in een gedragsregel aangegeven dat "de arts zich moet richten naar het best beschikbare wetenschappelijke bewijs, gecombineerd met klinische ervaring en rekening houdend met de wensen, verwachtingen en ervaringen van de patiënt". De arts zal niet voorbij gaan aan reguliere behandelingen, mag geen valse hoop op genezing geven en moet zorgen dat de patiënt geen schade oploopt. Ook dient de arts oog te hebben voor het bredere welzijn van de patiënt.

## Verzekering

### Nederland
In de Nederlandse verplichte basiszorgverzekering is geen dekking van alternatieve geneeskunde opgenomen, maar vrijwel alle zorgverzekeraars bieden dit wel in hun aanvullende verzekeringen. Dit gebeurt niet omdat verzekeraars enige werking veronderstellen, maar onder druk van consumenten.

### België
In de Belgische verplichte ziektekostenverzekering is geen dekking van alternatieve geneeskunde opgenomen, maar sommige mutualiteiten (ziekenfondsen) bieden wel dekking voor osteopathie, chiropraxie, acupunctuur, homeopathie, kruidengeneeskunde of andere therapieën in hun aanvullende verzekeringen. De Vlaamse organisatie SKEPP is tegenstander van het vergoeden van alternatieve behandelingen. Zij stelt dat niet de tevredenheid van de klant, maar de werkzaamheid leidend moet zijn. In januari 2004 laaide in België een felle media-discussie over het verzekeren van alternatieve behandelwijzen nadat aan de Universiteit Gent dertig sceptici een 'zelfmoordstunt' uithaalden met een overdosis homeopathisch verdund slangengif, belladonna, en arseen.

## Publieke opinie
Zowel in Nederland als België denkt het publiek zeer uiteenlopend over de wenselijkheid van het gebruik van alternatieve geneeswijzen. Uitgesproken voor- en tegenstanders laten van zich horen via organisaties als de Vereniging tegen de Kwakzalverij, Stichting Innovatief Onderzoek en onderwijs van Complementaire Behandelwijzen en SKEPP.

### Nederland
Uit een NIPO-marktonderzoek uit 1998 blijkt dat 75% van de Nederlandse ondervraagden positief dacht over (sommige vormen van) alternatieve geneeswijzen en de betiteling "kwakzalverij" voor alternatieve geneeswijzen te ver vond gaan. Veel mensen denken dat de werking wel is aangetoond - hoewel dit niet zo is. Wel vond de meerderheid van de Nederlanders in 1998 dat er meer controle moest komen op alternatieve geneeswijzen en dat deze op dezelfde manier getest moesten worden als de reguliere geneeswijzen.
| Stellingen | Eens (%) | Oneens (%) | Weet niet (%) |
| --- | -------- | ---------- | ------------- |
| Alternatieve geneeswijzen moeten op dezelfde manier worden getest als de reguliere geneeswijzen                  | 83       | 10         | 7             |
| Alternatieve geneeswijzen en reguliere geneeswijzen hebben beide hun sporen verdiend bij het genezen van ziekten | 73       | 17         | 10            |
| Alternatieve geneeswijzen zijn een moderne vorm van kwakzalverij                                                 | 18       | 75         | 7             |
| Alternatieve genezers en reguliere artsen zouden nauw moeten samenwerken                                         | 81       | 13         | 6             |

Na 2001 zijn er geen opiniepeilingen meer gedaan, en is het bijvoorbeeld niet bekend welk effect de zaak Sylvia Millecam heeft gehad op de reputatie van alternatieve geneeswijzen. De grootste kritiek op alternatieve geneeswijzen is dat per definitie het wetenschappelijk bewijs ontbreekt dat ze doeltreffender zijn dan een placebo-effect. Ook benadrukken critici dat mensen een vals geloof kunnen hebben in de werking van een alternatieve behandelmethode, waardoor ze de reguliere geneeskunde mogelijk links laten liggen.

## Wetenschappelijk onderzoek
Er zijn veel wetenschappelijke onderzoeken verricht naar de werking van vele algemeen bekende alternatieve geneeswijzen (zoals homeopathie en acupunctuur), en de conclusie daarvan is dat geen enkele werking kan worden aangetoond, die verder gaat dan het placebo-effect.
Dat wil niet zeggen dat er geen geneeswijzen bestaan die wel werkzaam zijn, maar waarvan de werking (nog) niet is aangetoond. ZonMw publiceerde in 2009 een eindevaluatie over het onderzoek naar complementaire behandelwijzen in Nederland. Het belang van gedegen wetenschappelijk onderzoek gebaseerd op wetenschappelijke methodologie wordt benadrukt, en de conclusie luidt dat ondanks het krappe budget veel te bereiken valt op vlak van opleiding en onderzoek. Anderzijds blijkt de kloof tussen het gevestigde, universitair verankerde wetenschappelijk onderzoek en alternatieve geneeswijzen nog groot te zijn. Verdere maatregelen zijn noodzakelijk om goed onderzoek naar alternatieve behandelwijzen te stimuleren, aldus ZonMw.
Critici van alternatieve behandelwijzen, in Nederland onder andere vertegenwoordigd door onder andere de Vereniging tegen de Kwakzalverij, zien die noodzaak niet waar het de eerdergenoemde veel-getoetste therapieën betreft. Die zijn in het recente verleden immers meer dan uitputtend onderzocht.
In 2014 adviseert ZonMw om een infrastructuur op te zetten waar onderzoek, praktijk en beleid elkaar weten te vinden en controle plaatsvindt op complementair zorggebruik.
Naast het gebrek aan bewijs voor de effectiviteit van alternatieve behandelwijzen, wijzen wetenschappers, artsen en overheden ook op de gevaren ervan.
Zo wordt de toxiciteit van kruidengeneesmiddelen genoemd. 10 van de 150 meest gebruikte kruiden in de Traditionele Chinese geneeskunde zijn toxisch. Duizenden andere alternatieve behandelmiddelen worden gebruikt zonder voldoende veiligheidstests. Het vaak gebruikte argument dat ze veilig zouden zijn vanwege eeuwenlange traditie is niet zonder meer geldig. De traditionele geneeswijzen hebben/hadden immers geen instrumenten om bijwerkingen te bepalen die niet onmiddellijk duidelijk zijn/waren. Sommige alternatieve behandelmiddelen uit de Traditionele Chinese geneeskunde en de Ayurveda bevatten schadelijke zware metalen zoals lood, kwik, cadmium en arseen.
Bewezen schadelijke effecten van alternatieve behandelmiddelen zijn:
- nierdestructie door kruiden van Aristolochia-groep
- hypertensiecrises door ephedrine-achtig effect stimulerende kruiden (Ephedra)
- hepatitis of leverfalen, veroorzaakt door verschillende kruidenmedicijnen, waaronder Echte valeriaan
- kanker: de Aristolochia-groep is bewezen kankerverwekkend
- teratogeen: zwangere vrouwen moeten het gebruik van kruidenmedicijnen vermijden tot definitief bewijs van veiligheid. Ernstige geboorteafwijkingen zijn beschreven, bijvoorbeeld door het gebruik van ginseng
- hepatitis, bloedvergiftiging, hemopericardium (bloeding rond het hart) door acupunctuur

Er zijn ook gevolgen door het onthouden van de juiste behandeling: diabetici krijgen ernstige complicaties na het stoppen met insuline op advies van onconventionele artsen, ondervoeding door het volgen van onverantwoorde diëten, kankerpatiënten verliezen kostbare tijd of overlijden aan ineffectieve behandelingen, kinderen krijgen poliomyelitis en mazelen door het weigeren van vaccinatie op advies van onconventionele artsen.

## Gebruik

### Nederland
In de periode van 1981 tot 1993 steeg het bezoek van 3,8 tot 5,8%. Tussen 1994-2008 schommelde dit percentage tussen de 5,3% en 7,2%. Inclusief huisartsen die 'bijzondere geneeswijzen' toepassen ligt dit zo'n 3 à 4% hoger.
Volgens gegevens over de periode 2010-2012 van het CBS had bijna 6% van de bevolking contact met een alternatieve genezer. In deze periode was de acupuncturist de meest bezochte alternatieve behandelaar.
Degenen die contact hadden met een alternatieve genezer waren daar erg tevreden over, aldus het CBS. Gemiddeld gaven zij in 2010-2012 een 8,1 als rapportcijfer. Ter vergelijking: de huisartsenpraktijk werd gewaardeerd met een 7,7 en de specialist kreeg een 7,8.
Vrouwen, 30- tot 65-jarigen, hoger opgeleiden en aanvullend verzekerden hebben het meeste contact met de alternatieve genezer. De meest bezochte alternatieve behandelwijzen zijn acupunctuur (25%), homeopathie (22%) en chiropraxie (17%).
In 2018 gaf 11% van de volwassen bevolking aan het afgelopen jaar een alternatieve genezer te hebben bezocht. En bleken deze mensen hier doorgaans erg over te spreken te zijn.

### België
Volgens een studie uit 2002 zou 40% van de bevolking al eens een beroep gedaan hebben op een alternatieve behandeling. In schril contrast daarmee staat de Belgische Nationale Gezondheidsenquête van 2004 waaruit blijkt dat in 2003 maar 11,5% van de Belgische bevolking contact nam met een alternatieve of niet-conventionele therapeut. Deze verschillen zijn terug te brengen tot de wijze van onderzoek: een algemene bevraging Heeft u ooit een alternatief genezer geconsulteerd geeft andere resultaten, en met een grotere kans op vertekening, dan een meer specifieke bevraging als Heeft u het afgelopen jaar een alternatief genezer geconsulteerd.
Terwijl voor 6% van de bevolking het contact met een niet-conventionele therapie plaatsvond bij een arts, was dit bij 4,6% van de bevolking een paramedisch therapeut. Deze contacten betroffen onder meer homeopathie (5,8% van de Belgische bevolking), acupunctuur (1,6%), osteopathie (4,3%) en chiropraxie (1,5%).
In de algemene tendens zit geen ontwikkeling: 11,2% in 2001 en 11,5% in 2004. Osteopathie en acupunctuur stegen licht, terwijl voor homeopathie en chiropraxie een lichte daling te merken was in vergelijking met 2001.
Wat betreft de Gezondheidsenquête 2008 kan men volgende gegevens terugvinden: 12% van de bevolking heeft in de 12 maanden voorafgaand aan het interview een contact gehad met een alternatieve of niet-conventionele therapeut. Het gaat hierbij, in volgorde van belang, om contacten met een osteopaat (6,4% van de bevolking), een homeopaat (4,0%), een chiropractor (1,8%), een acupuncturist (1,6%), een manueel therapeut (1,2%) en een fytotherapeut of kruidengenezer (1,1%). Een aanzienlijk deel van de bevolking heeft dus in de 12 maanden voorafgaand aan het interview beroep gedaan op verschillende beoefenaars van niet-conventionele geneeswijzen. Het Federaal Kenniscentrum voor de Gezondheidszorg voerde in 2009, in opdracht van federaal minister van Sociale Integratie, Volksgezondheid en Leefmilieu Onkelinx, een studie uit omtrent de niet-conventionele geneeswijzen, en in het bijzonder de acupunctuur, homeopathie,
chiropraxie en osteopathie.